# Heart rot

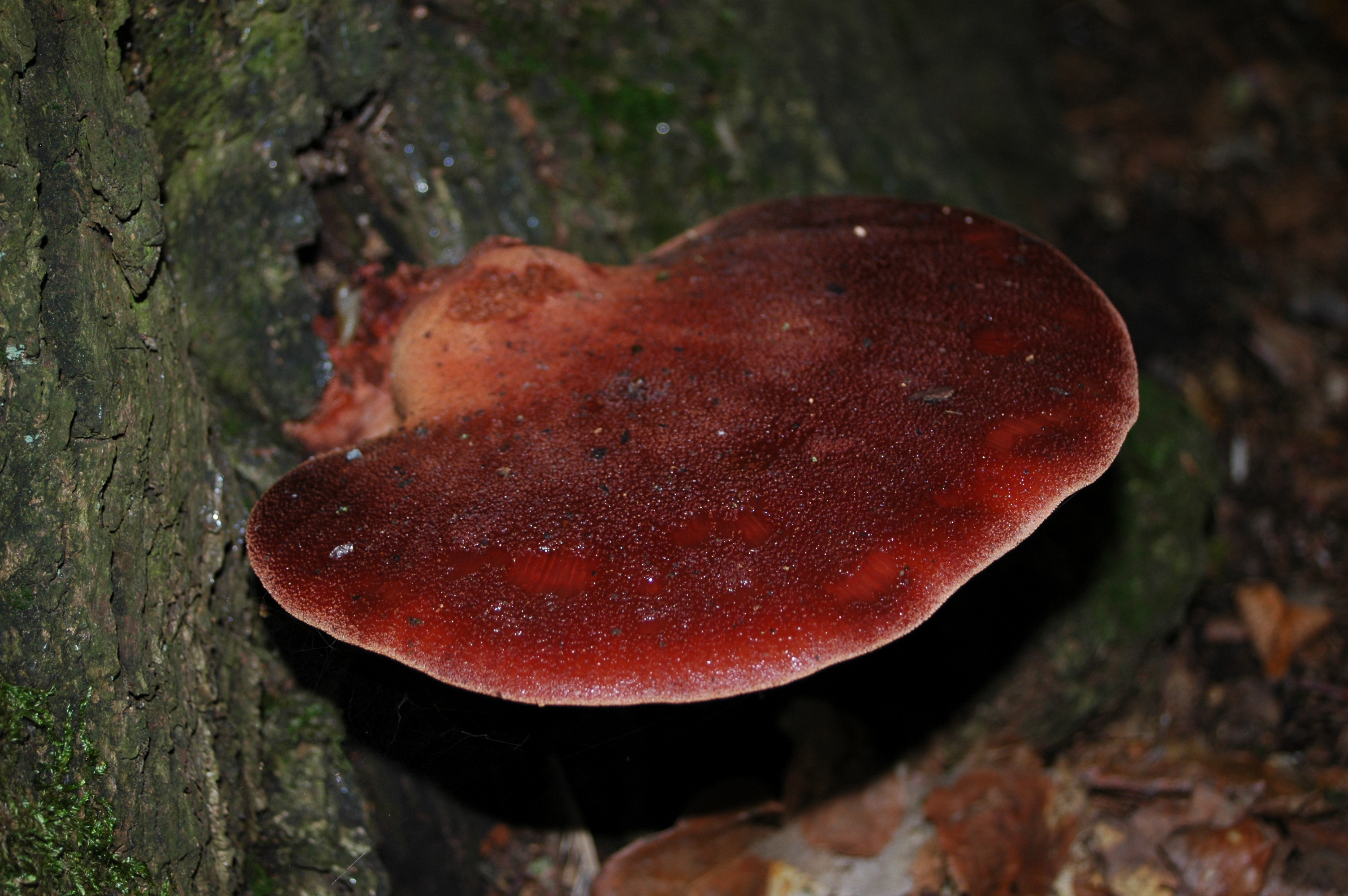
El hongo Fistulina hepatica es uno de los muchos que causan la podredumbre del corazón.

En los árboles, la podredumbre del corazón es una enfermedad fúngica que provoca la descomposición de la madera en el centro del tronco y las ramas. Los hongos entran en el árbol a través de heridas en la corteza y descomponen el duramen. El duramen enfermo se ablanda, haciendo que los árboles sean estructuralmente más débiles y propensos a romperse. La podredumbre del corazón es un factor importante en la economía de la tala y en la dinámica de crecimiento natural de muchos bosques antiguos. La podredumbre del corazón es frecuente en todo el mundo y afecta a todos los árboles de frondosas y puede ser muy difícil de prevenir. Un buen indicio de la podredumbre del corazón es la presencia de hongos o conos de hongos en el árbol.

## Causa biológica
La podredumbre del corazón está causada por hongos que entran en el tronco del árbol a través de heridas en la corteza. Estas heridas son zonas del árbol en las que la madera desnuda queda expuesta y, por lo general, son el resultado de una poda inadecuada, daños causados por el fuego, ramas muertas, insectos o incluso daños causados por animales. Las esporas del hongo entran en las heridas expuestas, germinan dentro de los tejidos de la madera y lentamente ingieren el duramen. La infección es un proceso muy lento y puede durar de meses a años, dependiendo de las condiciones y la salud del árbol. Un hongo medio avanzará en el duramen entre 6 y 8 centímetros por año, y es necesario un desarrollo extenso en el tejido de la madera antes de que se produzcan hongos o conchas.

## Impacto

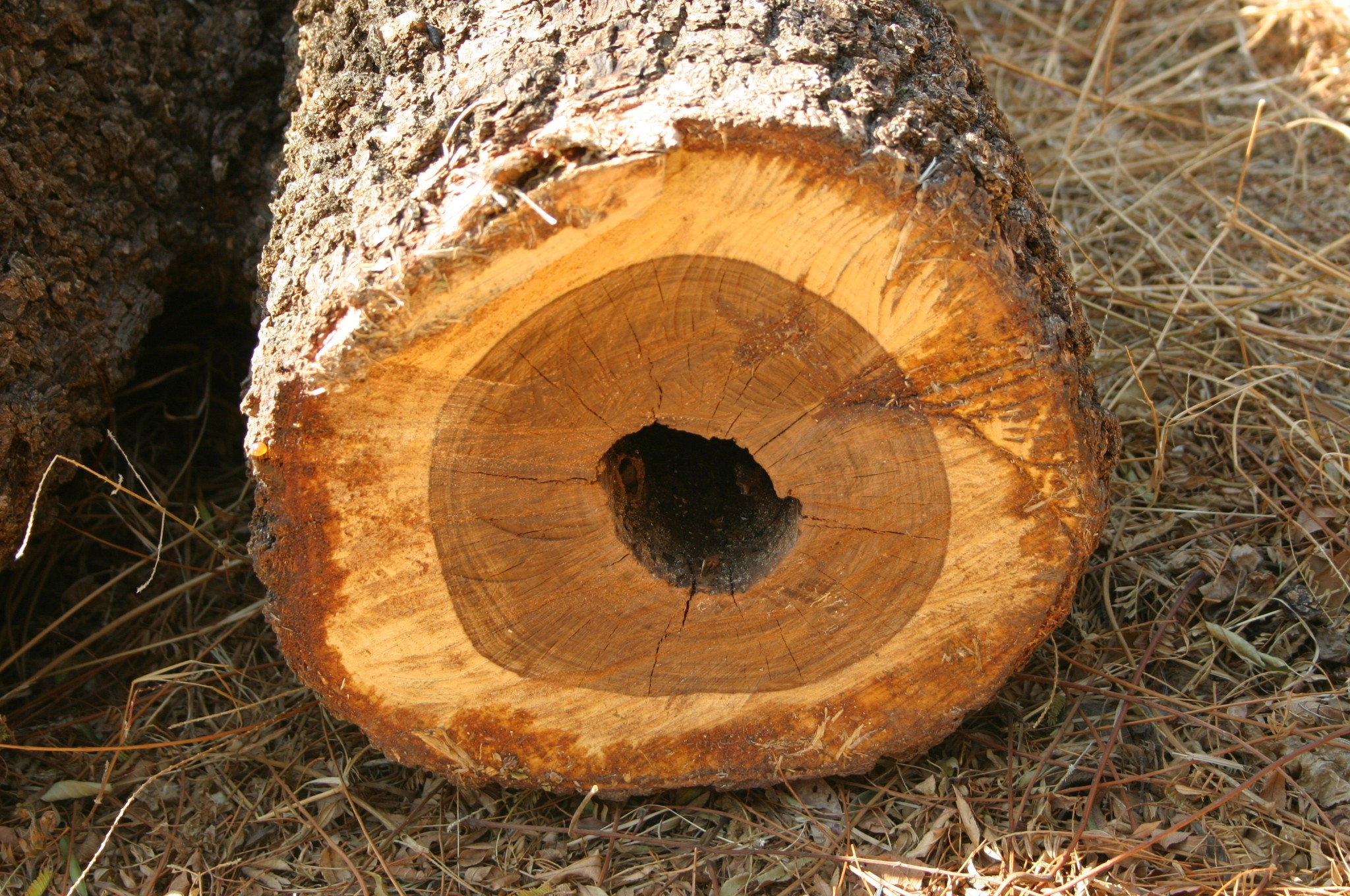
Tronco de Spirostachys africana con pudrición del corazón

Los hongos de pudrición del corazón tienen un enorme impacto económico y medioambiental. Los hongos sólo atacan el tejido de madera no viva del duramen y no afectan a la albura viva. Al principio, el duramen infectado se decolora pero no se ve comprometido estructuralmente. A medida que los hongos crecen, descomponen más madera y el tejido se vuelve cada vez más blando y débil. El árbol puede seguir creciendo alrededor del duramen deteriorado porque el tejido de madera viva no está afectado. El crecimiento alrededor de las zonas deterioradas del duramen crea una debilidad estructural en el árbol. Los árboles con mucho deterioro son más propensos a la rotura de ramas y troncos.

### Tala
La podredumbre del corazón provoca cada año enormes pérdidas de beneficios en la industria maderera debido a la madera dañada y descompuesta. Se calcula que alrededor de un tercio de la cosecha anual de madera (20.000 millones de pies tablares) se pierde debido a alguna forma de podredumbre. Los árboles heridos por la maquinaria o por la caída de otros árboles son más susceptibles a la podredumbre del corazón. El resultado es que los árboles no pueden venderse debido a su considerable deterioro y que se introducen condiciones ideales de pudrición en bosques más jóvenes que normalmente no serían tan susceptibles.

### Medioambiental
La podredumbre del corazón y otras enfermedades de los árboles son factores de cambio ambiental. Esto se agrava en las zonas que no son propensas a las perturbaciones dinámicas a gran escala, como los incendios forestales, o que están dominadas por bosques antiguos. En los bosques más antiguos, los árboles no pueden combatir eficazmente la podredumbre del corazón porque crecen a un ritmo mucho más lento. La podredumbre extensa hace que estos árboles sean más susceptibles a los vientos fuertes y a la fractura del tronco. A medida que el viejo crecimiento muere, permite que el nuevo crecimiento ocupe su lugar, alterando la dinámica del entorno. Los árboles en descomposición y los huecos de los árboles también proporcionan refugio a los animales y a los microorganismos. A través de este proceso de cambio dinámico, la podredumbre del corazón contribuye a crear hábitats biológicamente diversos.

## Prevención y control
La prevención de la podredumbre del corazón puede ser una tarea muy difícil, pero existen medidas eficaces para minimizar los daños. Estos métodos incluyen facilitar el crecimiento sano, minimizar las heridas y podar adecuadamente las ramas. Un árbol sano combate de forma natural la podredumbre del corazón mediante un proceso denominado compartimentación. El árbol crece alrededor del tejido de madera descompuesto y evita que el hongo se extienda a una zona mayor del tronco. Proporcionar al árbol los nutrientes, el agua y las condiciones de crecimiento necesarios fomentará un crecimiento saludable y minimizará la podredumbre. La corteza es la principal defensa del árbol contra las enfermedades; reducir la cantidad de grandes heridas y de madera desnuda, especialmente en los árboles más viejos, ayuda a prevenir la podredumbre.

### Técnicas de poda
La poda se centra en eliminar las ramas muertas o enfermas con el mínimo daño para el árbol. Las ramas están unidas al tronco y crecen desde el cuello de la rama. Mientras que la rama en sí puede estar muerta, el cuello de la rama sigue estando sano y es resistente a las enfermedades. Es a partir del cuello de la rama que se generará y crecerá una nueva rama, por lo que es importante no dañarlo durante la poda. Realice cortes limpios en la base de la rama adyacente al cuello de la rama. Los troncos de las ramas pequeñas (de más de cinco centímetros) inhibirán el proceso de crecimiento y proporcionarán a los hongos un entorno de crecimiento ideal.

## Ejemplos
A continuación se enumeran algunos árboles susceptibles de sufrir la podredumbre del corazón:
- Aliso
- Pudrición del tronco del álamo
- Spirostachys africana